# Kabupaten de Semarang
Pour la ville du même nom, voir Semarang.
Le kabupaten de Semarang, en indonésien Kabupaten Semarang, est un département de la province indonésienne de Java central. Son chef-lieu est Ungaran.
Le kabupaten est distinct de la ville de Semarang.
En son sein se trouve la kota de Salatiga, également distincte administrativement.

## Géographie
Le kabupaten est bordé :
- Au nord, par la ville de Semarang,
- À l'est, par les kabupaten de Demak, Grobogan et Boyolali,
- Au sud, par celui de Boyolali et
- À l'ouest, par ceux de Magelang, Temanggung et Kendal.

La partie occidentale du kabupaten est montagneuse, avec comme points culminants le volcan Ungaran (2 050 mètres) à la frontière avec le kabupaten de Kendal à l'ouest, et le Merbabu (3 141 mètres) au sud-ouest.

## Histoire
En 1906, sous l'administration du bupati Raden Mas Soeboyono, le gouvernement colonial des Indes néerlandaises crée la gemente (municipalité) de Semarang, détachée du kabupaten et placée sous l'autorité d'un burgenmester.
Dans les années 1970, le chef-lieu du kabupaten est de facto réinstallé à Ungaran. En 1983, Ungaran devient officiellement chef-lieu.

## Tourisme
- Musée du chemin de fer d'Ambarawa
- Le fort Willem II
- La grotte mariale de Kerep

## Archéologie

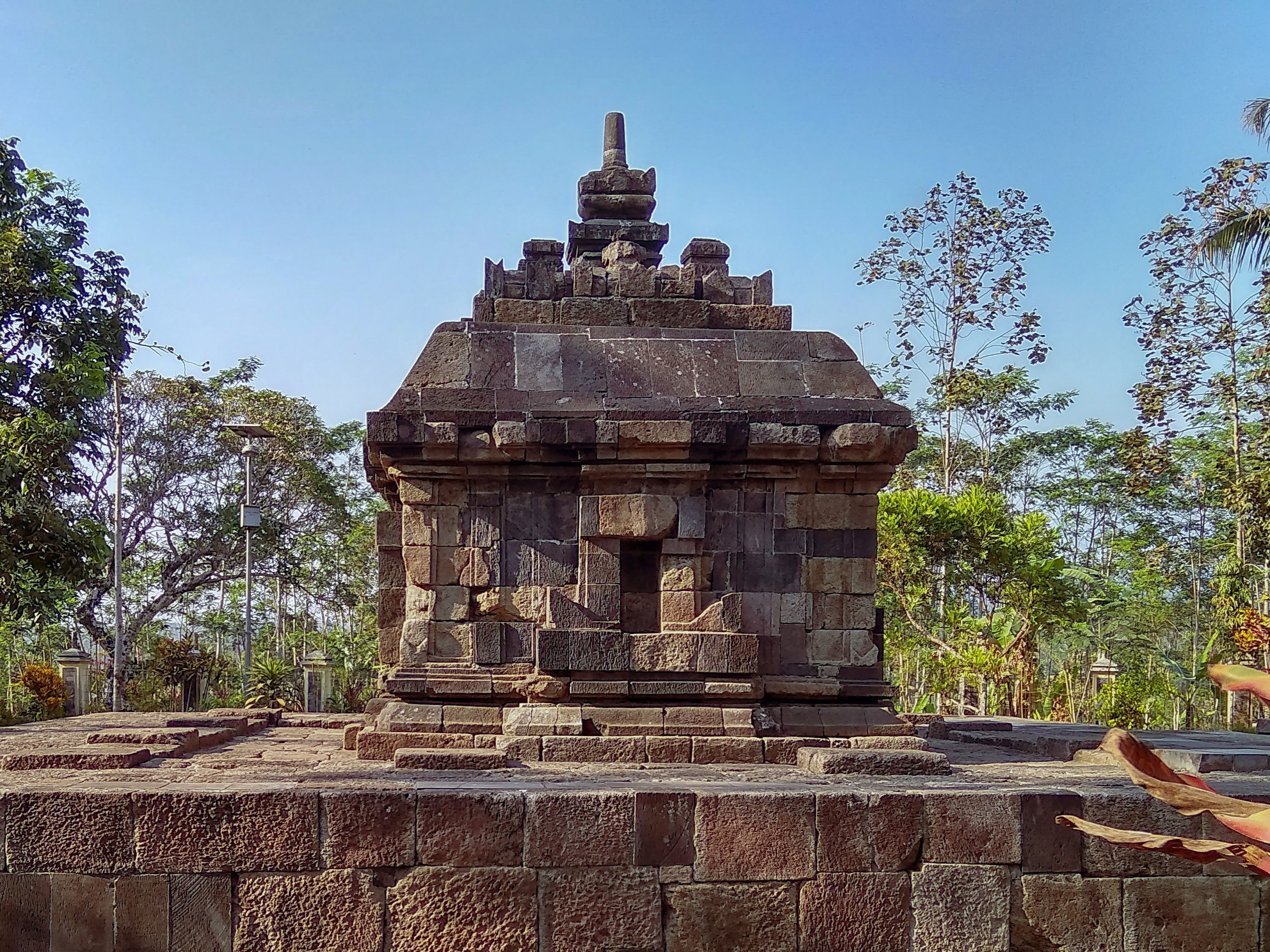
Le Candi Klero

- Les Gedong Songo
- Le Candi Klero

## Lesbupatides époques de Demak, Mataram et coloniale
- Pandan Arang II, également connu sous le nom de Raden Kaji Kasepuhan (1547-1553)
- Raden Ketib, également connu sous les noms de Pangeran (prince) Kanoman et Pandan Arang III (1553-1586)
- Mas Tumenggung Tambi (1657-1659)
- Mas Tumenggung Wongsorejo (1659 - 1666)
- Mas Tumenggung Prawiroprojo (1966-1670)
- Mas Tumenggung Alap-alap (1670-1674)
- Kyai Mertonoyo, également connu sous les noms de Kyai Tumenggung Yudonegoro et Kyai Adipati Suromenggolo (1674 -1701)
- Raden Martoyudo atau Raden Su...grat (1743-1751)
- R. Marmowijoyo ou Sumowijoyo ou Sumonegoro ou Surohadmienggolo (1751-1773)
- R. Surohadimenggolo IV (1773-?)
- 1777 - 1791  Sura Adimenggala IV
- 1791 - 1809  Sura Adimenggala V
- Raden Adipati Surohadimenggolo V ou Kanjeng Terboyo (?)
- Raden Tumenggung Surohadiningrat (?-1841)
- Putro Surohadimenggolo (1841-1855)
- Mas Ngabehi Reksonegoro (1855-1860)
- Raden Tumenggung P. Suryokusurno (1860-1887)
- R. T. P. Reksodirjo (1887-1891)
- R. M. T. A. Purbaningrat (1891-?)
- R. Cokrodipuro (?-1897)
- Raden Mas Soebiyono (1897-1927)
- R. M. Amin Suyitno (1927-1942)
- Raden Mas Aria Adipati Sukarman Mertohadinegoro (1942-1945)

## Source
- Site du gouvernement du Kabupaten de Semarang